# Calyptomyrmex arnoldi
Calyptomyrmex arnoldi (лат.) — вид мелких муравьёв рода Calyptomyrmex из подсемейства Myrmicinae (Formicidae). Африка (Зимбабве).

## Описание
Мелкие муравьи, длина тела около 3 мм. От других африканских видов рода отличается сплюснутыми волосками на первом тергите брюшка, широко разбросанными, короткими и толстыми (у близкого вида Calyptomyrmex tensus они вытянутые и узкие, лопатовидные с длинным стебельком), а также тем, что максимальный диаметр глаз в 2-4 раза больше, чем максимальная ширина волосков в первом поперечном пронотальном ряду переднеспинки. Основная окраска тела коричневого цвета. Голова и тело покрыты чешуевидными волосками. Проподеум угловатый, но без явных шипиков. Глаза мелкие. На голове развиты глубокие усиковые бороздки, полностью вмещающие антенны. Усики самок и рабочих 12-члениковые с булавой из 3 вершинных члеников (у самцов усики 12-члениковые, но без булавы). Максиллярные щупики 2-члениковые, нижнечелюстные щупики из 2 члеников. Наличник широкий с двулопастным выступом (клипеальная вилка). Стебелёк между грудкой и брюшком состоит из двух члеников: петиолюса и постпетиолюса (последний четко отделен от брюшка), жало развито, куколки голые (без кокона). Петиоль, постпетиоль и брюшко пунктированные. Вид был впервые описан в 1913 году швейцарским энтомологом Огюстом Форелем (под первоначальным названием Dicroaspis arnoldi), а его валидный статус подтверждён в ходе ревизии в 1981 году английским мирмекологом Барри Болтоном (B.Bolton, British Museum (Natural History), Лондон, Великобритания). Вид назван в честь африканского энтомолога Джорджа Арнольда (George Arnold, 1881—1962), первого крупного исследователя муравьёв Южной Африки, директора Национального музея Южной Родезии в Булавайо.